# Conselleria de Sanitat de la Generalitat Valenciana
La Conselleria de Sanitat de la Generalitat Valenciana és un departament o conselleria del Consell de la Generalitat Valenciana amb competències en matèria de sanitat, salut pública, salut mental, farmàcia, avaluació, investigació, qualitat i atenció al pacient. Gestiona la xarxa d'hospitals i centres d'atenció mèdica públics.
En la XI Legislatura el conseller responsable és Marciano Gómez Gómez

## Estructura orgànica
La Conselleria en la X Legislatura (2019-) s'organitza de la següent manera:
- Secretaria autonòmica de Salut Pública i del Sistema Sanitari Públic
  - Direcció general d'Assistència Sanitària
  - Direcció general de Farmàcia i Productes Sanitaris
  - Direcció general de Salut Pública i Addiccions
- Secretaria autonòmica d'Eficiència i Tecnologia Sanitària
  - Direcció general d'Alta Tecnologia, Inversions i Infraestructura
  - Direcció general d'Investigació i Alta Inspecció Sanitària
  - Direcció general de Planificació, Eficiència Tecnològica i Atenció al Pacient
- Sotssecretaria
  - Direcció general de Recursos Humans

## Llista de Conselleres i Consellers
| #                                                              | Legislatura                                           | Nom                                                   | Nom                                                   | Inici mandat                                          | Fi mandat                                             | Partit polític                                        | Partit polític                                        |
| Conselleria de Sanitat i Seguretat Social (1978-1982)          | Conselleria de Sanitat i Seguretat Social (1978-1982) | Conselleria de Sanitat i Seguretat Social (1978-1982) | Conselleria de Sanitat i Seguretat Social (1978-1982) | Conselleria de Sanitat i Seguretat Social (1978-1982) | Conselleria de Sanitat i Seguretat Social (1978-1982) | Conselleria de Sanitat i Seguretat Social (1978-1982) | Conselleria de Sanitat i Seguretat Social (1978-1982) |
| -------------------------------------------------------------- | ----------------------------------------------------- | ----------------------------------------------------- | ----------------------------------------------------- | ----------------------------------------------------- | ----------------------------------------------------- | ----------------------------------------------------- | ----------------------------------------------------- |
| 1                                                              | Preautonomia                                          |                                                       | Manuel Sánchez Ayuso                                  | 10 d'abril de 1978                                    | 30 de juny de 1979                                    |                                                       | PSP                                                   |
| 2                                                              | Preautonomia                                          |                                                       | Josep Peris Soler                                     | 30 de juny de 1979                                    | 15 de setembre de 1981                                |                                                       | UCD                                                   |
| 3                                                              | Preautonomia                                          |                                                       | Salvador López Sanz                                   | 15 de setembre de 1981                                | 11 d'agost de 1982                                    |                                                       | PSPV                                                  |
| 4                                                              | Preautonomia                                          |                                                       | Ciprià Ciscar Casaban                                 | 11 d'agost de 1982                                    | 29 de setembre de 1982                                |                                                       | PSPV                                                  |
| Conselleria de Sanitat, Treball i Seguretat Social (1982-1985) |                                                       |                                                       |                                                       |                                                       |                                                       |                                                       |                                                       |
| 5                                                              | Preautonomia                                          |                                                       | Ángel Luna González                                   | 29 de setembre de 1982                                | 28 de juny de 1983                                    |                                                       | PSPV                                                  |
| 6                                                              | I                                                     |                                                       | Miguel Ángel Millana Sansaturio                       | 28 de juny de 1983                                    | 24 de juliol de 1985                                  |                                                       | PSPV                                                  |
| Conselleria de Sanitat i Consum (1985-1997)                    |                                                       |                                                       |                                                       |                                                       |                                                       |                                                       |                                                       |
| 7                                                              | I, II i III                                           |                                                       | Joaquín Colomer Sala                                  | 24 de juliol de 1985                                  | 6 de juliol de 1995                                   |                                                       | PSPV                                                  |
| 8                                                              | IV                                                    |                                                       | Joaquín Farnós Gauchía                                | 6 de juliol de 1995                                   | 23 de juliol de 1999                                  |                                                       | PP                                                    |
| Conselleria de Sanitat (1997-2015)                             |                                                       |                                                       |                                                       |                                                       |                                                       |                                                       |                                                       |
| 9                                                              | V                                                     |                                                       | José Emilio Cervera Cardona                           | 23 de juliol de 1999                                  | 22 de maig de 2000                                    |                                                       | PP                                                    |
| 10                                                             | V                                                     |                                                       | Serafín Castellano Gómez                              | 22 de maig de 2000                                    | 21 de juny de 2003                                    |                                                       | PP                                                    |
| 11                                                             | VI                                                    |                                                       | Vicent Rambla Momplet                                 | 21 de juny de 2003                                    | 30 de maig de 2006                                    |                                                       | PP                                                    |
| 12                                                             | VI                                                    |                                                       | Rafael Blasco Castany                                 | 30 de maig de 2006                                    | 29 de juny de 2007                                    |                                                       | PP                                                    |
| 13                                                             | VII                                                   |                                                       | Manuel Cervera Taulet                                 | 29 de juny de 2007                                    | 22 de juny de 2011                                    |                                                       | PP                                                    |
| 14                                                             | VIII                                                  |                                                       | Luis Eduardo Rosado Bretón                            | 22 de juny de 2011                                    | 10 de desembre de 2012                                |                                                       | PP                                                    |
| 15                                                             | VIII                                                  |                                                       | Manuel Llombart Fuertes                               | 10 de desembre de 2012                                | 30 de juny de 2015                                    |                                                       | Independent                                           |
| Conselleria de Sanitat Universal i Salut Pública (2015-2023)   |                                                       |                                                       |                                                       |                                                       |                                                       |                                                       |                                                       |
| 16                                                             | IX                                                    |                                                       | Carmen Montón Giménez                                 | 29 de juny de 2015                                    | 7 de juny de 2018                                     |                                                       | PSPV                                                  |
| 17                                                             | IX i X                                                |                                                       | Ana Barceló Chico                                     | 7 de juny de 2018                                     | 14 de maig de 2022                                    |                                                       | PSPV                                                  |
| 18                                                             | X                                                     |                                                       | Miguel Mínguez Pérez                                  | 14 de maig de 2022                                    | 18 de juliol de 2023                                  |                                                       | Independent                                           |
| Conselleria de Sanitat (2023- )                                |                                                       |                                                       |                                                       |                                                       |                                                       |                                                       |                                                       |
| 19                                                             | XI                                                    |                                                       | Marciano Gómez Gómez                                  | 19 de juliol de 2023                                  | Actualitat                                            |                                                       | PP                                                    |